# Сасвар
Сасвар (мађ. Szászvár) је село у Мађарској, у јужном делу државе. Село управо припада, Шиклошком срезу, Барањске жупаније, са седиштем у Печују.

## Географија
Село се налази у североисточном делу Барањске жупаније, у непосредној близини границе Барањске и Толна жупаније. Географски, део је барањског гребена у источном подножју Мечека, поред потока Велђшег.
Дуж његовог центра протеже се пут 6534 између Бонихада и Капошсекчоа, коме се придружује пут 6541 од Печуј-Хирд кроз Мађарегређ.
Међу домаћим пругама, насеље Домбовар-Батасек дотиче пруга број 50 МАВ-а, чије се стајалиште Сасвар налази на северном ободу насеља, а железничка станица Маза-Сасвар се налази у административном подручју источно суседно насеље Маза.

## Историја
Подручје око насеља било је насељено још у каменом добу, али се његово прво писано помињање налази тек у документима из прве половине 13. века. У средњовековним документима село најпре читамо као Зааш, Заз или Заашш (1334. папски десетински списак), а затим се у једној тапији из 1393. године већ помиње Сас као једно од феудалних села Печујског епископског властелинства, а његов парох „Михаљ Саси плебанош“. Из сведочанства из 1401. године знамо да је село Сас било пијаца и да је задржало значај током целог средњег века.

### Градоначелци
- 1991–1994:
- 1994–1998: Маћаш Пишки (независан)[3]
- 1998–2002: Јанош Шандор Бек (независан)[4]
- 2002–2006: Јанош Шандор Бек (независан)[5]
- 2006–2010: Јанош Шандор Бек (независан)[6]
- 2010–2014: Јанош Шандор Бек (независан)[7]
- 2014–2019: Петер Дунаји (независан)[8]
- 2019-данас: Кристина Видак (независна)[9]

### Демографија
2001. године, 2,1% њеног становништва су били Немци, а 1,2% Роми.
Током пописа из 2011. године, 84,5% становника се изјаснило као Мађари, 2,6% као Роми, а 7,6% као Немци (15,3% се није изјаснило; због двојног идентитета, укупан број може бити већи од 100%). 
Верска дистрибуција је била следећа: римокатолици 44,5%, реформисани 1,9%, лутерани 2,4%, гркокатолици 0,1%, неконфесионални 26,4% (24,3% се није изјаснило).